# Абдулрахман Акра
Д-р мед. Абдулрахман Акра е палестински поет-лирик и медик-физиолог, който пише на български и на арабски.
Първата му стихосбирка, написана на български, е издадена от Издателство „Буквите“ в София и е представена пред членове на Българо-палестинското дружество за дружба и сътрудничество, дипломати от Културния сектор на Египетското посолство в София и група от български писатели и поети.
Поетът пише на майчиния си език – неговата стихосбирка на арабски се нарича „Невъзможната смърт“, в която изразява любовната си философия за всеотдайната безсмъртна обич.
През януари 2015 година печатница „Нима“ отпечатва втората му стихосбирка на български език – „Палестински циклами“.
През 2008 година Абдулрахман Акра започва сайт, който нарича „Творчество“ . Целта му е този сайт да се превърне в двуезичен българо-арабски форум за споделяне на авторски литературни произведения и техни преводи (не само на тези 2 езика), както и творби на изобразителното, фотографско, музикално и други изкуства.

## Биография
Роден в Палестина, д-р Абдулрахман Акра се дипломира през 1991 година и завършва медицина във Варна през 2000 година. От 2005 година практикува медицина за няколко години. След това продължава образованието си със специализация по физиология.
По онова време работи върху действието на хормони на маслената тъкан (най-вече на хормона лептин) и участва в откриването на влиянието му върху сърцето. Става гост на Биомедицинския форум – непрекъснатото образование, където изнася лекция, озаглавена „Адипобиология: лептин и кардиометаболична система“ в Медицинския университет, организирана от университета и Българското дружество по клетъчна биология. Там получава прозвището си BHFF (Brain and Heart Friend Forever – Приятел по сърце и разум за вечни времена).
Известно време е живял в България, Йордания и сега се е установил в Палестина. Там живее със съпругата си и трите си деца. Преподавател е в Катедрата по физиология в Медицинския факултет в Наблус (Набулус), Палестина. Член е на Съюза на палестинските лекари и Египетското дружество по ендокринология, диабет и фертилност.